# Simona Parente
Simona Parente, née le 24 avril 1974 à Milan est une coureuse cycliste italienne.

## Palmarès
- 1995
  - 2e du GP Primavera
- 1996
  - 7e étape de Tour de Sicile
- 1997
  - 1re et 2e étapes de Tour de Toscane féminin-Mémorial Michela Fanini
  - GP Carnevale d'Europa
  - Vertemate con Minoprio
  - 3e du Tour de Toscane féminin-Mémorial Michela Fanini
  - 10e de la Course en ligne aux championnats du monde de cyclisme sur route
- 1998
  - 2e du GP Kanton Aargau
- 2000
  - Trofeo Alfa Lum
  - 2e du Tour de Toscane féminin-Mémorial Michela Fanini
  - 2e de la Ronde van Friuli
  - 3e du Tour del Valdarno
  - 17e de la Course en ligne aux championnats du monde de cyclisme sur route
- 2001
  - 8e étape de La Grande Boucle
  - 2e de la Ronde van de 6 Comuni
  - 3e du Tour del Valdarno
- 2002
  - Tour de Midi-Pyrenees
  - 3e étape de Tour de Toscane féminin-Mémorial Michela Fanini
  - 1re et 5e étapes de Tour de Midi-Pyrenees
  - 2e du Grand Prix Suisse féminin
  - 2e de l'Atlantique Manche Féminine
  - 10e du Coupe du monde sur route